# Missões diplomáticas da Bolívia

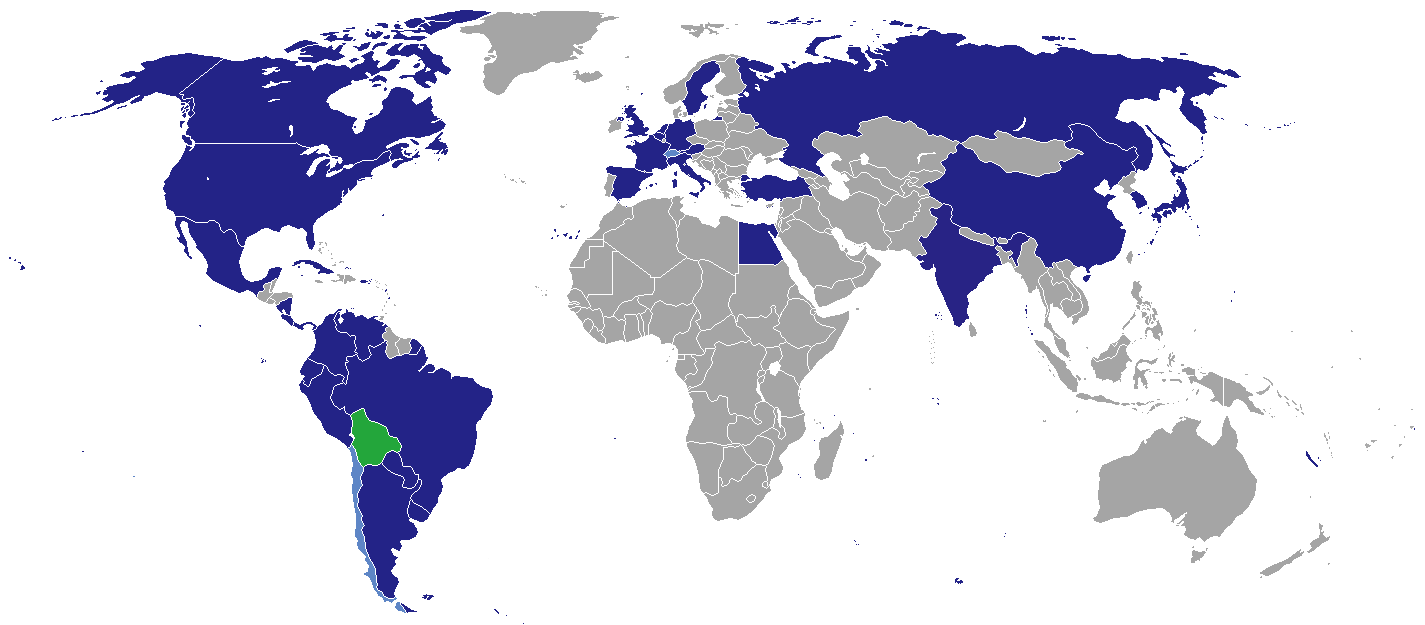
Missões diplomáticas da Bolívia

Abaixo se encontra as embaixadas e consulados da Bolívia:

## África

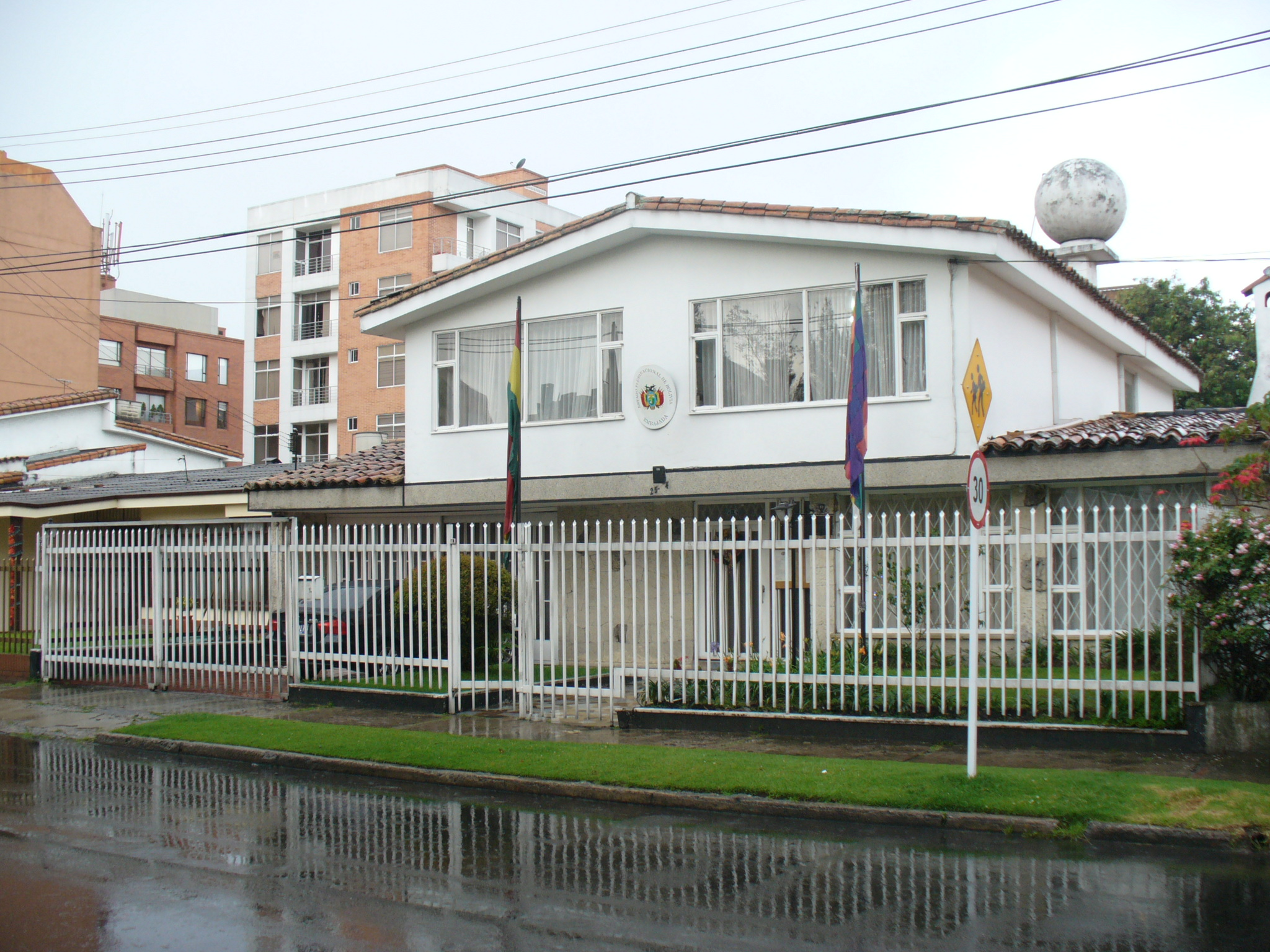
Embaixada em Bogotá, Colômbia.

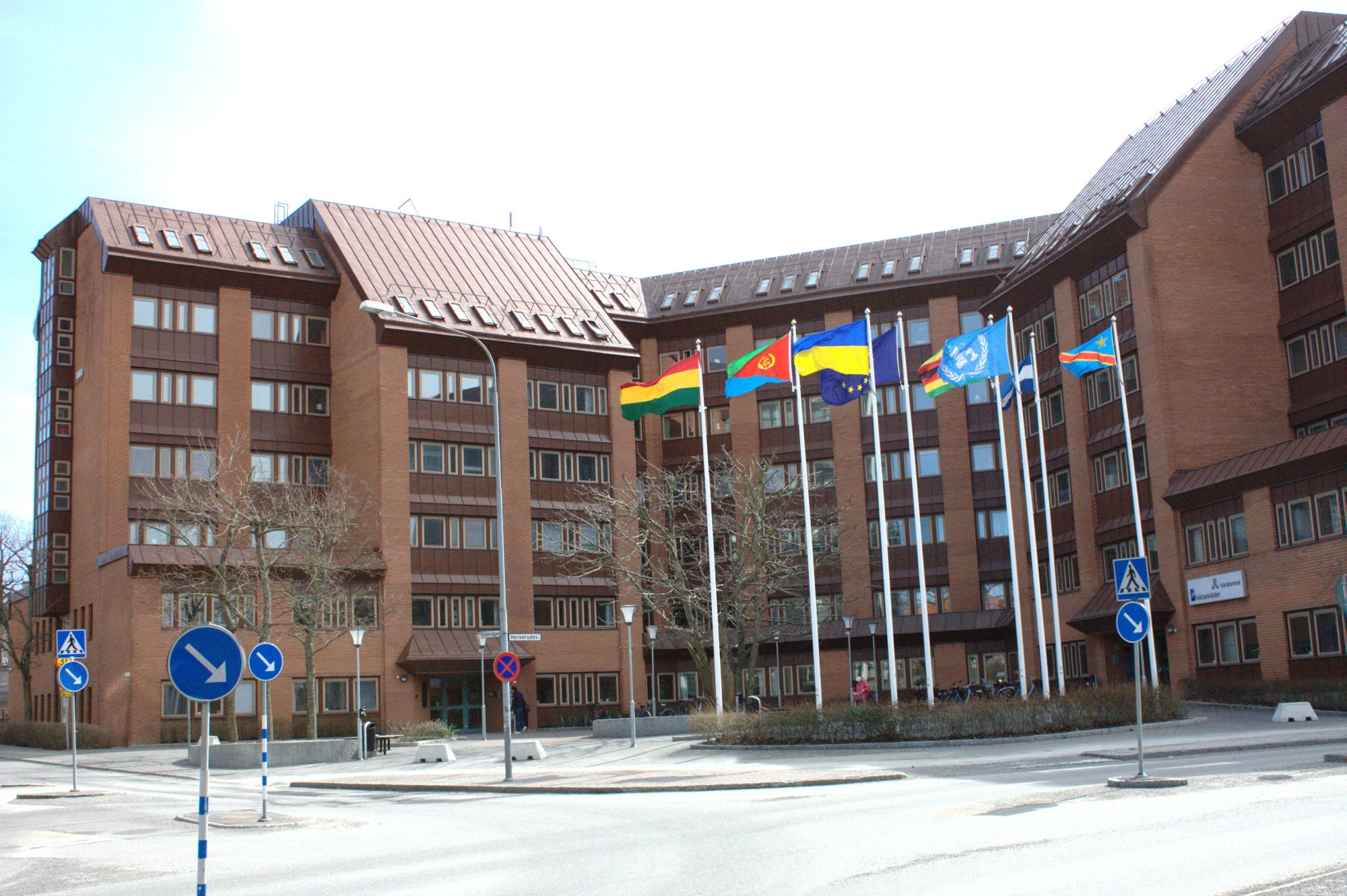
Embaixada em Estocolmo, Suécia.

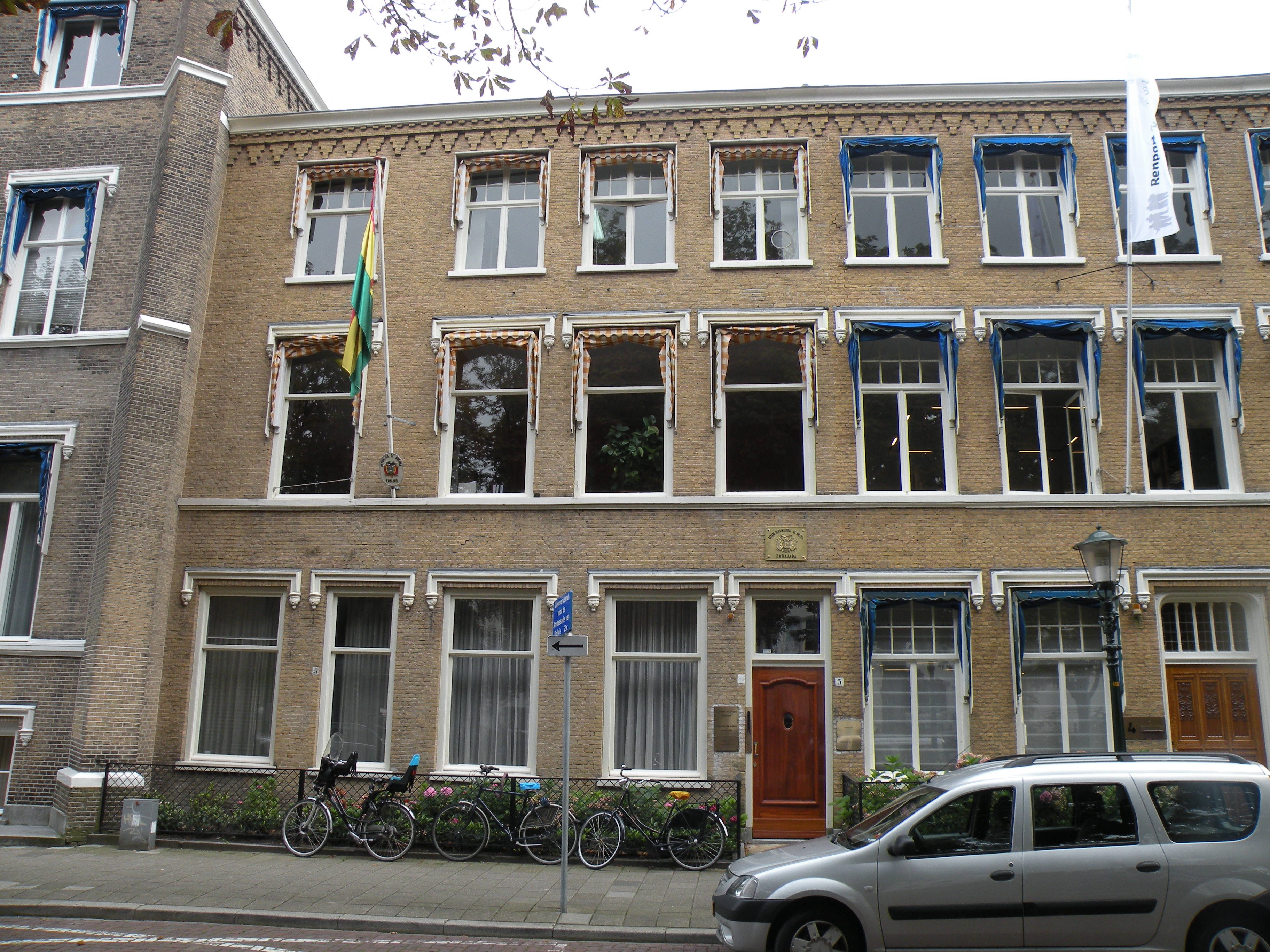
Embaixada na Haia, Países Baixos.

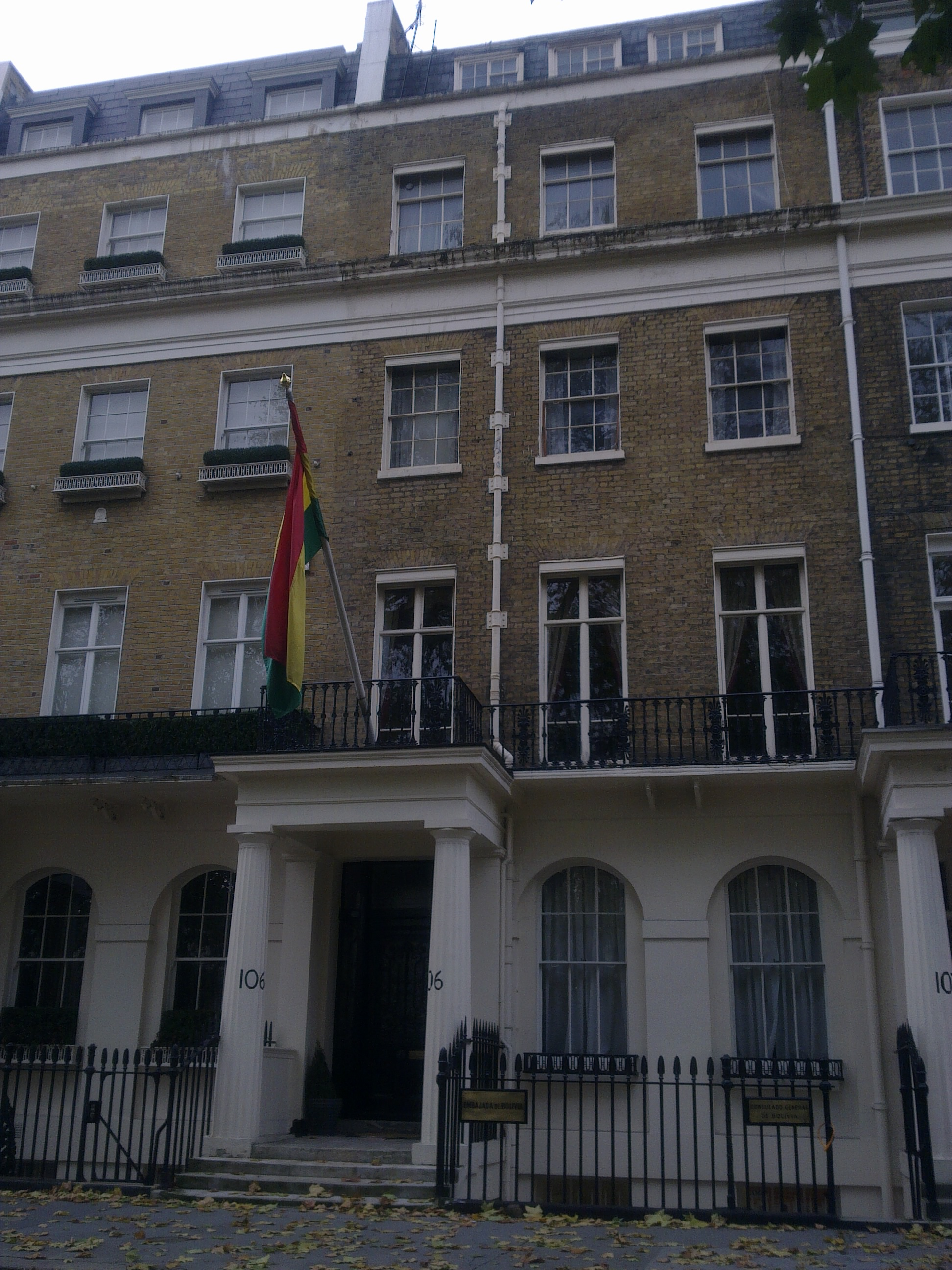
Embaixada em Londres, Reino Unido.

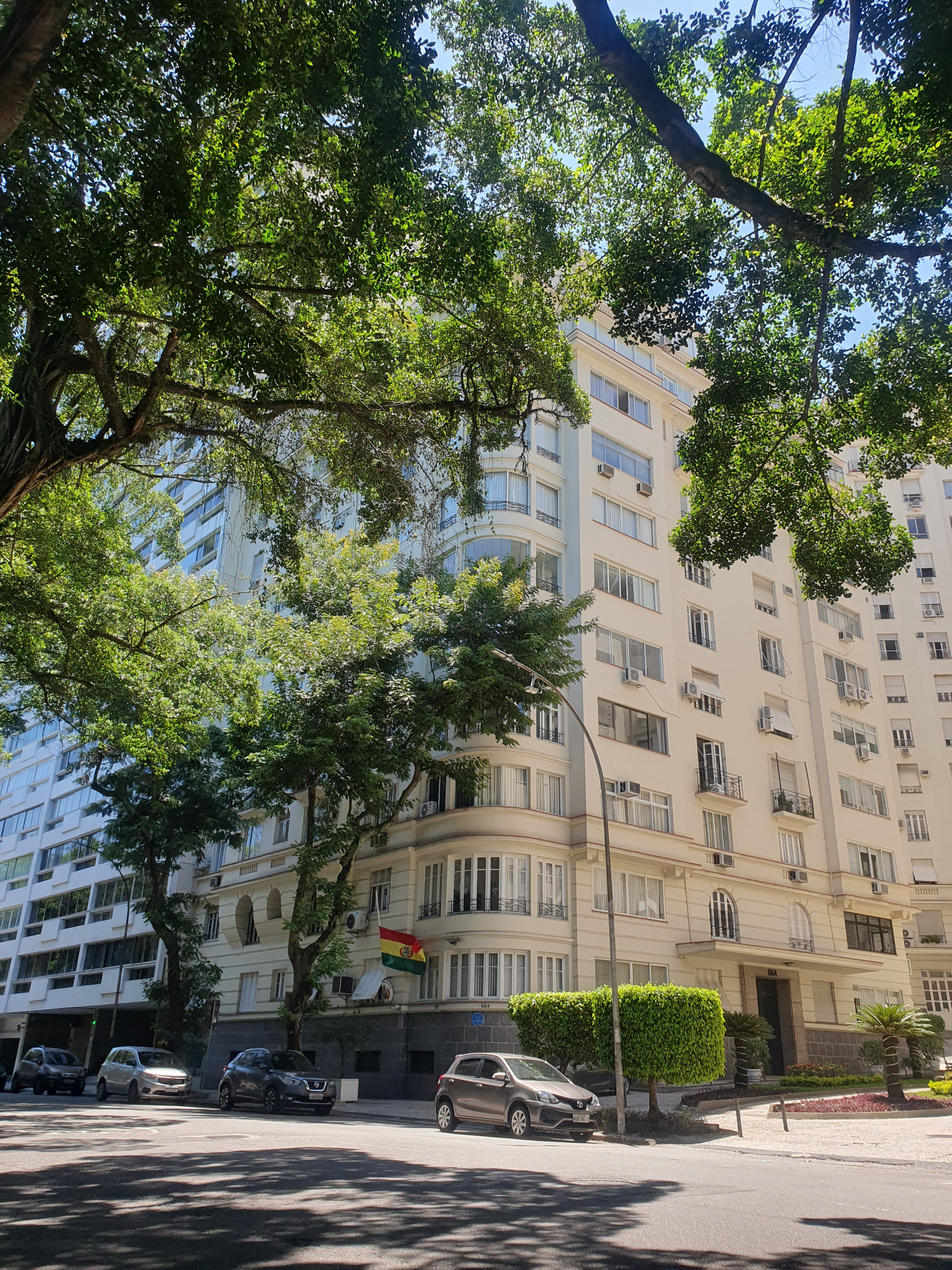
Consulado-Geral no Rio de Janeiro, Brasil.

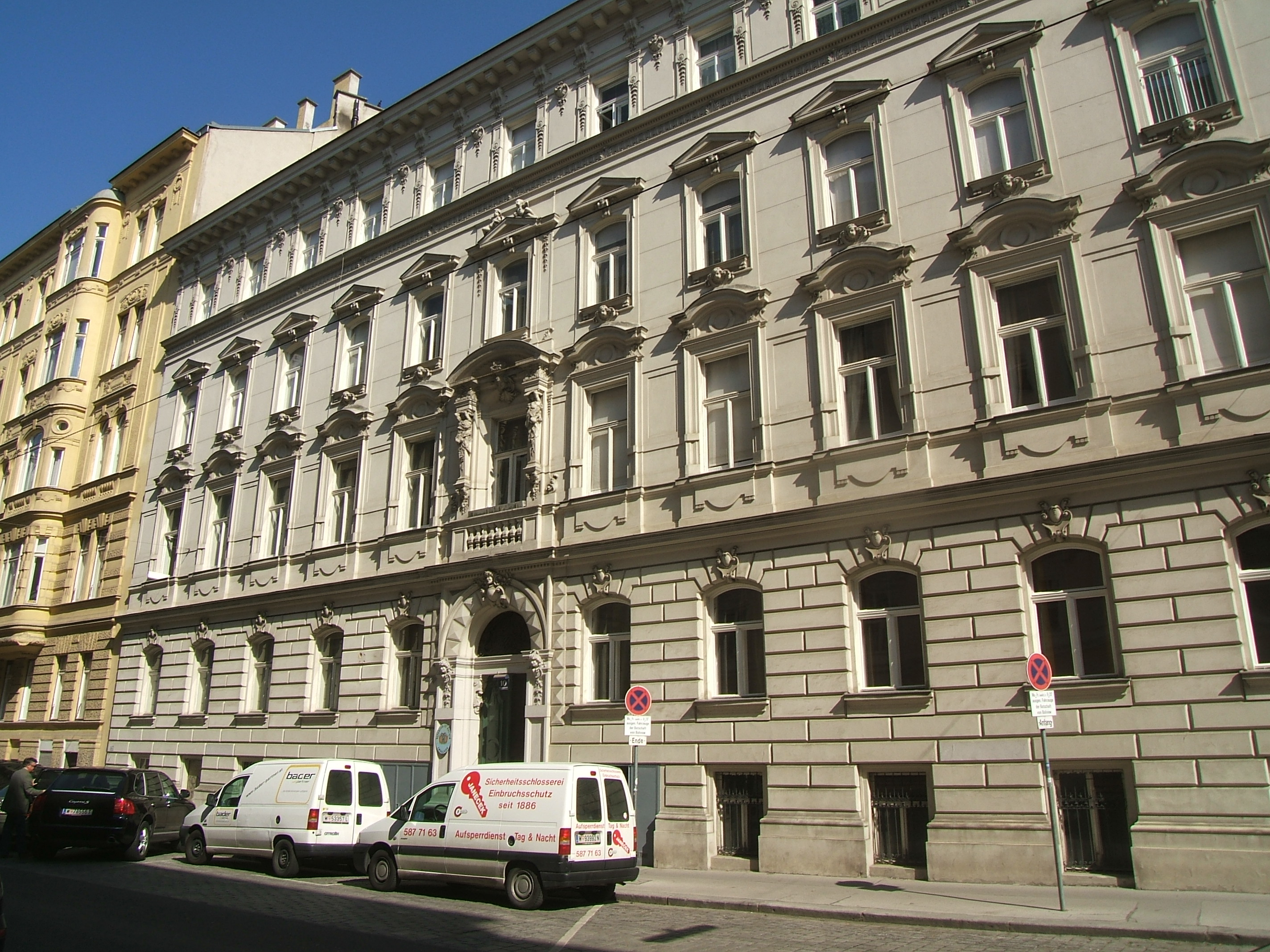
Embaixada da Viena, Áustria.

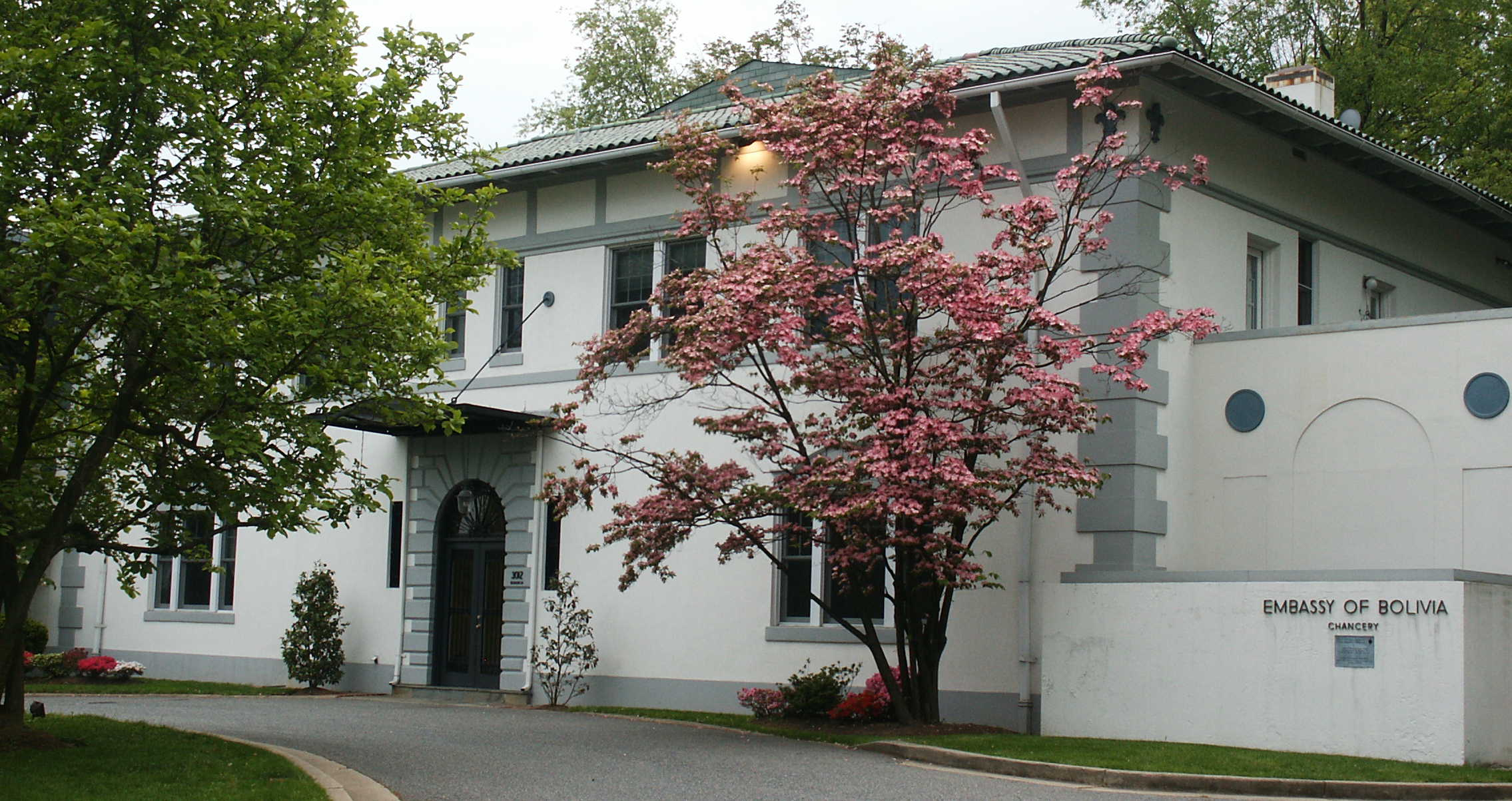
Embaixada em Washington, DC, Estados Unidos.

- Egito
  - Cairo (Embaixada)

## América
- Argentina
  - Buenos Aires (Embaixada)
  - Córdoba (Consulado)
  - La Quiaca (Consulado)
  - Mendoza (Consulado)
  - Orán (Consulado)
  - Pocito (Consulado)
  - Rosario (Consulado)
  - Salta (Consulado)
  - San Salvador de Jujuy (Consulado)
  - Viedma (Consulado)
- Brasil
  - Brasilia (Embaixada)
  - Rio de Janeiro (Consulado-Geral)
  - São Paulo (Consulado-Geral)
  - Brasiléia, Acre (Consulado)
  - Campo Grande, Mato Grosso do Sul (Consulado)
  - Corumbá, Mato Grosso do Sul (Consulado)
  - Cuiabá, Mato Grosso (Consulado)
  - Guajará-Mirim, Rondônia (Consulado)
- Canadá
  - Ottawa (Embaixada)
- Chile
  - Santiago de Chile (Consulado-Geral)
  - Arica (Consulado-Geral)
  - Antofagasta (Consulado)
  - Calama (Consulado)
  - Iquique (Consulado)
- Colômbia
  - Bogotá (Embaixada)
- Costa Rica
  - San José (Embaixada)
- Cuba
  - Havana (Embaixada)
- Equador
  - Quito (Embaixada)
- Estados Unidos
  - Washington, DC (Embaixada)
  - Los Angeles (Consulado-Geral)
  - Miami (Consulado-Geral)
  - Nova Iorque (Consulado-Geral)
  - Houston (Consulado)
- México
  - Cidade do México (Embaixada)
- Panamá
  - Cidade do Panamá (Embaixada)
- Paraguai
  - Assunção (Embaixada)
- Peru
  - Lima (Embaixada)
  - Cusco (Consulado)
  - Ilo (Consulado)
  - Puno (Consulado)
  - Tacna (Consulado)
- Uruguai
  - Montevidéu (Embaixada)
- Venezuela
  - Caracas (Embaixada)

## Asia
- China
  - Pequim (Embaixada)
- Coreia do Sul
  - Seul (Embaixada)
- Índia
  - Nova Delhi (Embaixada)
- Irão
  - Teerã (Embaixada)
- Japão
  - Tóquio (Embaixada)

## Europa
- Alemanha
  - Berlim (Embaixada)
- Áustria
  - Viena (Embaixada)
- Bélgica
  - Bruxelas (Embaixada)
- Dinamarca
  - Copenhague (Embaixada)
- Espanha
  - Madrid (Embaixada)
  - Barcelona (Consulado-Geral)
  - Múrcia (Consulado)
  - Sevilha (Consulado)
  - Valência (Consulado)
- França
  - Paris (Embaixada)
- Itália
  - Roma (Embaixada)
- Países Baixos
  - Haia (Embaixada)
- Reino Unido
  - Londres (Embaixada)
- Rússia
  - Moscou (Embajada)
- Santa Sé
  - Cidade do Vaticano (Embaixada)
- Suécia
  - Estocolmo (Embaixada)
- Suíça 
  - Embaixada (Missão Permanente)

## Organizações Multilaterais
- Bruxelas (Missão Permanente da Bolívia junto a União Europeia)
- Genebra (Missão Permanente da Bolívia junto as Nações Unidas e outras organizações internacionais)
- Nova Iorque (Missão Permanente da Bolívia junto as Nações Unidas)
- Paris (Missão Permanente da Bolívia junto a Unesco)
- Roma (Missão Permanente da Bolívia junto a Organização das Nações Unidas para a Alimentação e a Agricultura)
- Washington, DC (Missão Permanente da Bolívia junto a Organização dos Estados Americanos)